# Missa solemne de Santa Cecília
La Missa solemne de Santa Cecília, per a solistes, cor, orgue i orquestra en sol major, és una missa composta per Charles Gounod estrenada el 22 de novembre de 1855 a l'església de Saint-Eustache de París.
Després de guanyar el Premi de Roma el 1839, Gounod va passar molt de temps a la Capella Sixtina estudiant les obres dels mestres del segle xvi. Va ser composta a la seva residència d'estiu a prop d'Avranches durant l'estiu de 1855. Mentre hi treballava, va escriure a la seva mare que durant les tardes acostumo a anar a la muntanya i llegir les seleccions de la meva estimada Santa Agustina. Després de reflexionar, componc la meva missa.
Tot i que avui és sobretot conegut per les seves òperes, les obres de Gounod per a l'església són molt més nombroses que les seves 13 òperes i va continuar ocupant la seva atenció durant molt de temps després d'aquesta estrena. De fet, Gounod es va referir a si mateix durant un temps com l'abat Gounod. Però la Missa de Santa Cecília és l'obra per la qual Gounod és més recordat com a compositor de música eclesiàstica. La va anar ampliant i revisant fins al 1874.
Estava escrita en un estil florit i alhora més operístic, que ja havia anticipat en la Méditation sur le 1r Prélude de piano de S. Bach (1853), que més tard serví de base per a les múltiples versions del seu Ave Maria. Això contrastava amb l'austeritat de les seves primeres misses. De fet, aquesta obra no segueix de manera estricta el text de l'ordinari, la qual cosa fa pensar que no estava pensada específicament per a la litúrgia. Efectivament, Gounod es va prendre algunes llibertats amb el text litúrgic de la missa. A l'Agnus Dei, va canviar una mica les paraules, i va afegir la Domine Salvum, que es repeteix per tres vegades a la conclusió. Arran de tota la vida del compositor, la referència a l'emperador Napoleó III va ser canviada a Domine salva fac Republicam (Senyor, allibera el teu poble).
A l'estrena, Saint-Saëns va comentar que L'aparició de la Missa de Santa Cecília li havia causat una mena de xoc. Aquesta simplicitat, aquesta grandesa, aquesta llum serena que es va alçar davant el món musical com una aurora d'última hora. Va concloure dient: Al principi estava encegat, a continuació, encantat, i després conquerit.